# 22. dynastie
22. dynastie „Libyjská dynastie“ se řadí do historického období Třetí přechodné doby. Vládla přibližně v letech 945–715 př. n. l.

## Původ

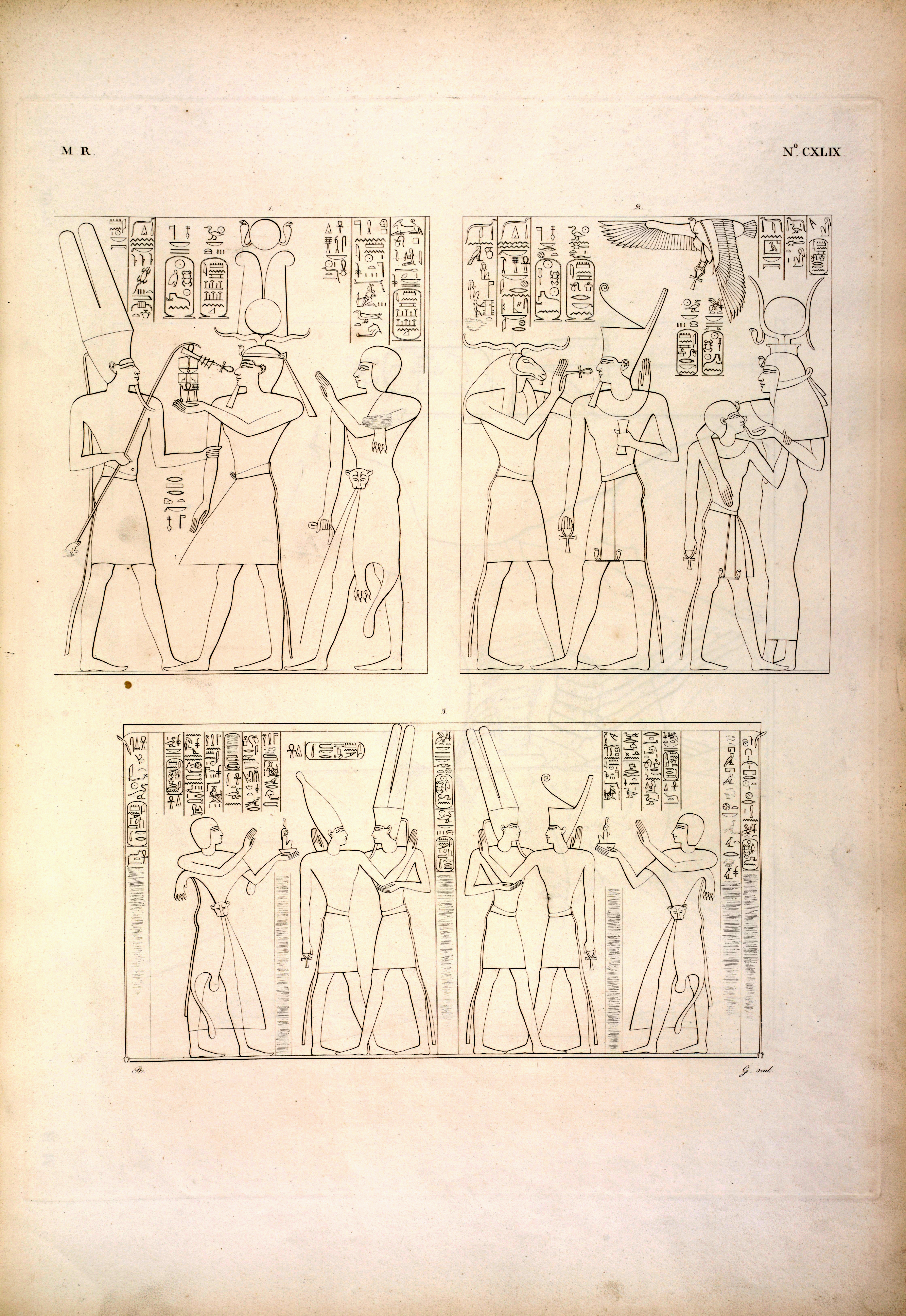
Králové Šešonk I., Osorkon II. a Takelot I. ; Lepsius 1938

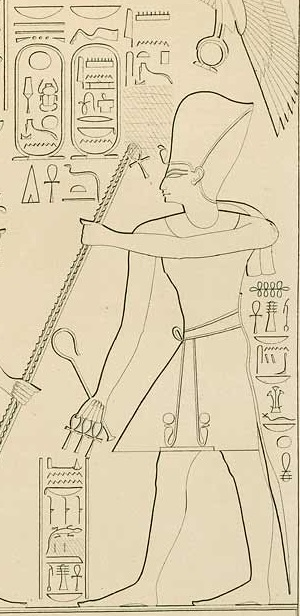
Osorkon I. ; Chrám v Karnaku

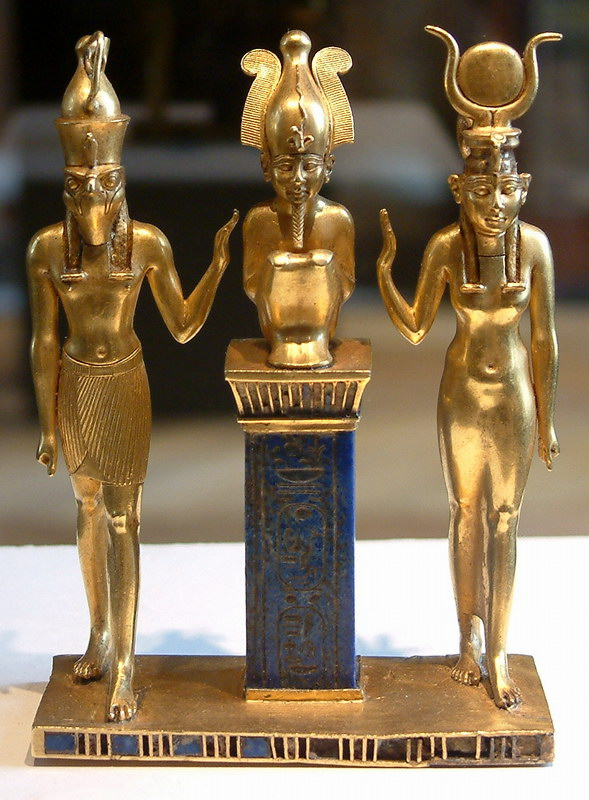
Přívěsek se jménem Osorkona II.

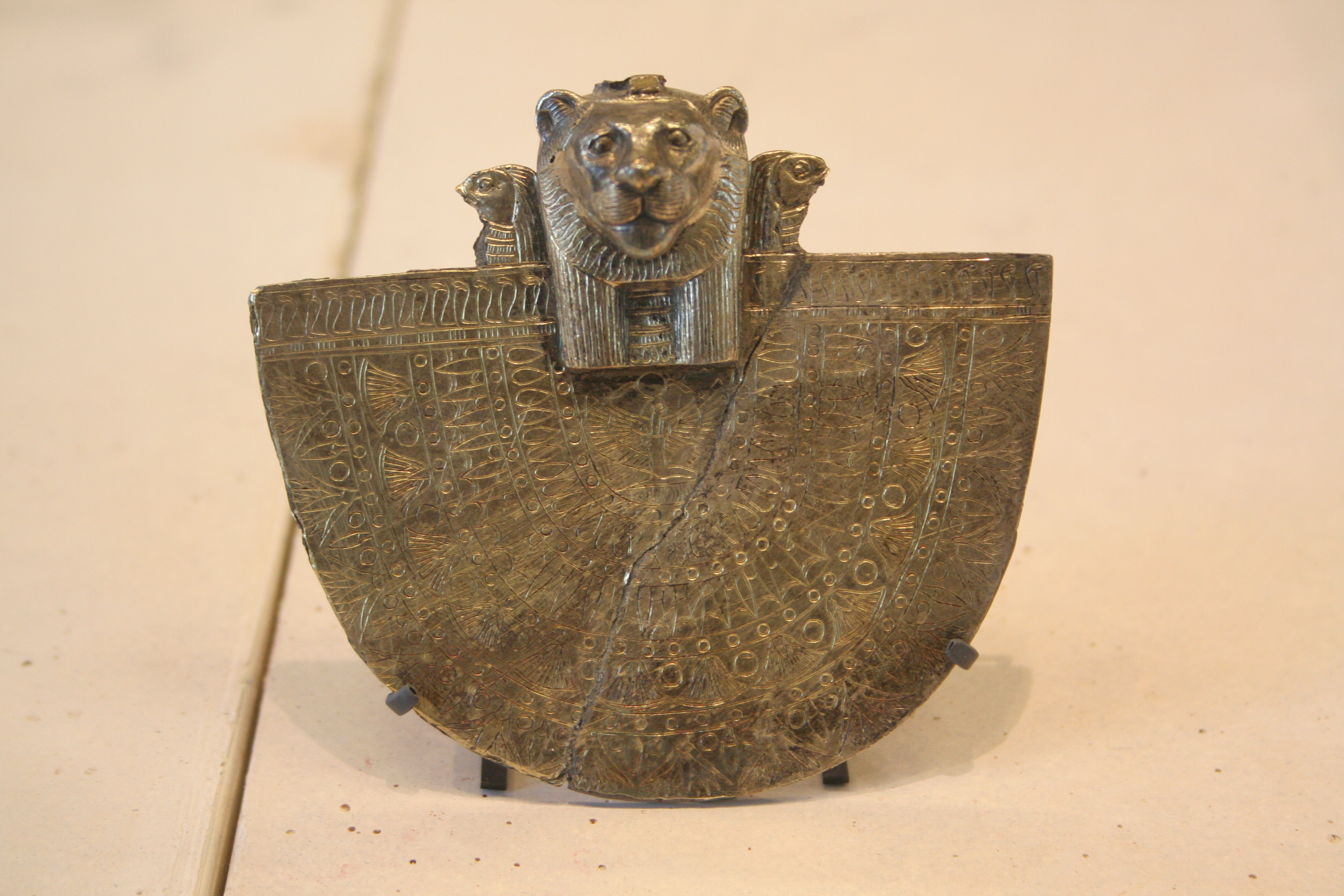
Votivní lví hlava Osorkona IV. (slitina stříbro-zlato)

Králové 22. dynastie byli libyjského původu, jejichž předci se v Egyptě usadili během 19.–20. dynastie Podle historika Manetha vznikla tato dynastie v Bubastisu. Přítomnost a osídlování zejména západní části nilské delty a významná trvalá libyjská přítomnost v Ehnasya el-Medina nevznikly přes noc. Pravděpodobně díky tomu, že se nacházela na hlavním místě vstupu do údolí Nilu od západních oáz, Libye, stejně jako z oázy Fayum. Již od počátku 19. Ramessovské dynastie byla oblast Středního Egypta široce používána jako místo znovuosídlení pro zahraniční válečné zajatce, včetně otroků, případně celých rodin. Za období od vlády Ramesse III. a následníků je dokumentována řada válečných střetů s invazními vlnami z libyjské západní pouště, které zahrnovaly další berberské kmeny. Za období více než 250 let došlo k jejich asimilaci s místním obyvatelstvem a postupně se změnilo etnické složení populace. Je přirozené, že se formovaly lokální správní struktury a vlády se ujímali místní vládcové. 
 Zakladatelem 22. dynastie byl Šešonk I. syn libyjského vládce Nimlota. Za vlády Psusennes II. byl ustanoven jako velitel vnitřní policejní síly libyjských kmenů. Tím postupně získal dostatečné vojenské mocenské postavení tak, aby se ujal vlády.  Podařilo se mu opět sjednotit lokální vlády v Tanis a v Thébách.

## Panovníci
| M17 | Y5 · N35 · N36 | M8 · M8 | N35 · N29 |

| M17 | Y5 · N35 · N36 | M8 · M8 | N35 · N29 |

| N5 | S1 | L1 | N5 | U21 · N35 |

| N5 | S1 | L1 | N5 | U21 · N35 |

| M17 | Y5 · N35 · N36 | V4 | Aa18 | r · n · V31 |

| M17 | Y5 · N35 · N36 | V4 | Aa18 | r · n · V31 |

| N5 | S42 | L1 | N5 | U21 · N35 |

| N5 | S42 | L1 | N5 | U21 · N35 |

| M17 | Y5 · N35 · N36 | M8 | M8 |

| M17 | Y5 · N35 · N36 | M8 | M8 |

| N5 | S38 | L1 | N5 | U21 · n |

| N5 | S38 | L1 | N5 | U21 · n |

| U33 | V31 · r | N17 · V13 |

| U33 | V31 · r | N17 · V13 |

| N5 | S1 | L1 | N5 | U21 · n |

| N5 | S1 | L1 | N5 | U21 · n |

| i | mn · n · N36 | V4 | Aa18 | i | r · V31 · n |

| i | mn · n · N36 | V4 | Aa18 | i | r · V31 · n |

| N5 | F12 | H6 | M17 | mn · n | U21 · n |

| N5 | F12 | H6 | M17 | mn · n | U21 · n |

| i | mn · n | U33 | V31 · r | N36 · V13 |

| i | mn · n | U33 | V31 · r | N36 · V13 |

| N5 | S1 | L1 | N5 | U21 · n |

| N5 | S1 | L1 | N5 | U21 · n |

| M17 | Y5 · N35 | M8 · M8 | N35 · N29 |

| M17 | Y5 · N35 | M8 · M8 | N35 · N29 |

| N5 | F12 | C10 | N5 | U21 · n |

| N5 | F12 | C10 | N5 | U21 · n |

| M17 | Y5 · N35 · N36 | G40 | W19 | i | i |

| M17 | Y5 · N35 · N36 | G40 | W19 | i | i |

| N5 | F12 | C10 | M17 | mn · n | U21 · n |

| N5 | F12 | C10 | M17 | mn · n | U21 · n |

| M8 · M8 | N29 |

| M8 · M8 | N29 |

| N5 | O29V | L1 |

| N5 | O29V | L1 |

| V4 | Aa18 | r · n · V31 |

| V4 | Aa18 | r · n · V31 |

| N6 | i | mn · n · U7 | V4 | Aa18 | r · n · V31 |

| N6 | i | mn · n · U7 | V4 | Aa18 | r · n · V31 |

Souběžně s vládou Oserkona II. byl v Thébách identifikován velekněz Amona Harsiese, který se prohlásil za krále v Thébách. Byl synem Šešonka II. Jeho osoba je často opomíjená přesto, že existují egyptology identifikované záznamy na archeologických nálezech, např. na sarkofágu z jeho hrobky V Medínit Habu, na stéle v Pergamon Museum Berlín, nebo také na IV. pylonu v Karnaku. Některé zdroje jej řadí do 23. dynastie. Vládl v Thébách po smrti Oserkona II.
| G5 | H8 · Z1 | t | Q1 |

| G5 | H8 · Z1 | t | Q1 |

| i | mn · n · N36 | G5 | H8 · Z1 | t | Q1 |

| i | mn · n · N36 | G5 | H8 · Z1 | t | Q1 |

Následující 23. dynastie se lokalizuje do Herakleopolis Magna, Hermopolis Magna, a Théb. Památky z jejich vlády ukazují, že kontrolovali Horní Egypt souběžně s 22. dynastií, krátce před smrtí Osorkona II.